# تسورونه
تسورونه (به ژاپنی: ツルネ -風舞高校弓道部- هپبورن: Tsurune: Kazemai Kōkō Kyūdō-bu - به فارسی: باشگاه کمانگیری مدرسه کازمای) یک لایت ناول ژاپنی است به نویسندگی کوتوکو آیانو و تصویرگری چیناتسو موریموتو. جلد اول این رمان در سال ۲۰۱۶ یک جایزۀ ویژه را در جشنواره کیوتو انیمیشن دریافت کرد.
یک اقتباس از این رمان به‌صورت انیمه توسط کیوتو انیمیشن ساخته و از تاریخ اکتبر ۲۰۱۸ تا ژانویه ۲۰۱۹ از تلویزیون پخش شد. یک فیلم تلفیقی نیز از روی رمان و انیمه ساخته و در آگوست ۲۰۲۲ پخش شد. فصل دوم انیمه از ژانویه ۲۰۲۳ تا مارس ۲۰۲۳ پخش شد.
نسخه دوبله فارسی این انیمه در فروردین سال ۱۴۰۳ روی آنتن شبکه امید رفت.

## داستان
میناتو نارومیا پسری است که به خاطر علاقۀ وافرش به تیراندازی کیودو، در باشگاه ورزشی مدرسه راهنمایی عضو بود اما به خاطر حادثه‌ای که در تورنمنت آخر برای او پیش آمد، از کیودو دست کشید. وقتی به دبیرستان رفت، دوستان دوران کودکی او یعنی سیا تاکه‌هایا و ریوهی یامانوچی سعی می‌کنند تا او دوباره ورزش کیودو را از سر بگیرد و در تیم دبیرستان عضو شود. اما نارومیا از قبول این پیشنهاد سر باز می‌زند. با این حال نارومیا ناگهان شب‌هنگام، مرد مرموزی را ملاقات می‌کند که در جنگل در معبد شیندو در حال تیراندازی است. این ملاقات مایۀ الهام میناتو بود تا دوباره کیودو را از سر بگیرد. میناتو به باشگاه کیودو دبیرستان کازمای پیوسته و همراه با دوستان قدیمی و هم‌تیمی‌های جدیدش، نانو کیساراگی و کایتو اونوگی، خود را برای مسابقات آماده می‌کند.

## کاراکترها

### باشگاه کمانگیری دبیرستان کازمای
میناتو نارومیا (鳴宮湊 نارومیا میناتو)
صداگذاری شده توسط: یوتو اومورا
میناتو دانش‌آموزی سال اولی است که در دوران کودکی با سیا و ریوهی دوست بود و دوران راهنمایی هم‌تیمی شو و سیا در تیم کمانگیری مدرسه بود. البته میناتو و شو قبل از رفتن به مدرسه راهنمایی یک معلم کمانگیری داشتند. مادر نارومیا در یک صانحه تصادف فوت کرد و خود او نیز حین این صانحه مجروح شد و حالا بسیاری از کارهای خانه مانند پختن غذا بر دوش اوست. سریال با استرس کمانگیری میناتو شروع می‌شود. این استرس برای او در شکل تمایل به شل کردن تیر و گم کردن هدف ظاهر می‌شود.
سیا تاکه‌هایا (竹早静弥 تاکه‌هایا سیا)
صداگذاری شده توسط: آئوی ایچیکاوا
سیا یک دانش‌آموز سال اولی است. او در دوران کودکی با میناتو و ریوهی دوست بود و در دوران راهنمایی هم‌تیمی شو و میناتو در تیم کمانگیری مدرسه بود. او اکنون رئیس باشگاه و کاپیتان تیم پسران است. سیا باهوش و شاگرد اول کلاس در دبیرستان کازمای شده است. با اینکه دوست ندارد در مورد خودش صحبت کند، آشکارا برای رابطه خود و میناتو ارزش زیادی قائل است، حتی تا اندازه‌ای که سیستم آموزشی مدرسه معتبرتر کیریساکی ترک کند و به دنبال میناتو به کازمای رود، به این امید که او را متقاعد کند که کیودو را دوباره شروع کند.
ریوهی یامانوچی (山之内遼平 یامانوچی ریوهی)
صداگذاری شده توسط: ریوتو سوزوکی
ریوهی نیز یک سال اولی است و دوست دوران کودکی میناتو و سیاست. او به مدرسه راهنمایی دیگری رفته بود، اما در دبیرستان دوباره با آنها هم‌مدرسه‌ای شد. او نیز عضو تیم کیودو دبیرستان است و نسبتاً مبتدی است. ماجرای علاقه‌مندی او به کیودو به دوران راهنمایی برمی‌گردد. ریوهی بعد از تماشای کمانگیری میناتو در مسابقه، در مدرسه راهنمایی شروع به یادگیری کیودو کرد.
نانائو کیساراگی (如月七緒 کیساراگی نانائو)
صداگذاری شده توسط: شوگو یانو
نانائو سال اولی، پسر عمۀ کایتو و عضو تیم کیودو دبیرستان است. او ظاهری جذاب و طرفداران زیادی دارد.
کایتو اونوگی (小野木海斗 اونوگی کایتو)
صداگذاری شده توسط: کایتو ایشیکاوا
کایتو نیز سال اولی، پسر عموی نانائو و در تیم کیودو دبیرستان عضو است. کیودو را واقعاً جدی می‌گیرد و نسبت به کسانی که اینطور فکر نمی‌کنند، بسیار انتقاد برخورد می‌کند. بسیاری از سال اولی‌های تازه‌وارد در باشگاه، ترس از کایتو را به عنوان دلیل ترک کردن باشگاه ذکر کرده‌اند.
ریکا سئو (妹尾 梨可 سئو ریکا)
صداگذاری شده توسط: یو تایچی
ریکا یک دانش‌آموز سال اولی و کاپیتان تیم دختران هست. دختران دیگر او را بسیار تحسین می‌کنند.
یونا هانازاوا (花沢 ゆうな هانازاوا یونا)
صداگذاری شده توسط: میوری شیمابوکورو
یونا دانش‌آموز سال اولی و در تیم دختران عضو هست.
تومیو موریوکا (森岡 富男 موریوکا تومیو)
صداگذاری شده توسط: کاتسومی سوزوکی
تومیو، که او را تومی سنسی یا کماندار اُنی نیز می‌نامند، معلمی است که به عنوان مشاور باشگاه کیودو این دبیرستان فعالیت می‌کند. اون رتبه ۶ دان دارد اما بعد از تیراندازی به خاطر کهولت سن خیلی زود کمردرد می‌گیرد.
ماساکی تاکیگاوا (滝川 雅貴 تاکیگاوا ماساکی)
صداگذاری شده توسط: شیناتارو آسانوما
ماساکی کشیش ارشد معبد یوتا است و بعداً مربی باشگاه کیودو شد. او دارای رتبه ۵ دان در کیودو است. او قبلاً مانند میناتو دچار استرس کمانگیری شده بود و به‌طور موقت توانایی خود را در تیراندازی صحیح از دست داد.

### باشگاه کمانگیری دبیرستان کیریساکی
شو فوجیوارا (藤原 愁 فوجیوارا شو)
صداگذاری شده توسط: کنشو اونو
دانش‌آموز سال اولی و هم‌تیمی میناتو و سیا در دوران راهنمایی. او و میناتو البته قبل از دوران راهنمایی کمانگیری را نزد معلمی دیگر آموخته بودند. پسری است منزوی که البته از رقابت با میناتو لذت می‌برد اما انگیزه‌های افراد دیگر را که با انگیزه‌های او در حوزه کمانگیری فرق می‌کند، نمی‌پذیرد.
دایگو ساسه (ساسه دایگو)
صداگذاری شده توسط: یو میازاکی
دانش‌آموز سال سومی و معاون کاپیتان تیم کیودو.
سنیچی سوگیوارا (سوگیوارا سنیچی)
صداگذاری شده توسط: یوسوکه کوبایاشی
دانش‌آموز سال اولی و برادر دوقلوی مانجی.

## رسانه

### لایت ناول
| شماره | تاریخ انتشار   | شابک                   |
| ----- | -------------- | ---------------------- |
| 1     | ۲۶ دسامبر ۲۰۱۶ | شابک ‎۹۷۸−۴−۹۰۷۰۶۴−۵۹−۴ |
| 2     | ۹ فوریه ۲۰۱۸   | شابک ‎۹۷۸−۴−۹۰۷۰۶۴−۷۷−۸ |
| 3     | ۱۹ آگوست ۲۰۲۲  | شابک ‎۹۷۸−۴−۹۱۰۰۵۲−۲۹−۸ |

### انیمه
یک اقتباس انیمه‌ای از روی رمان ساخته شد که قرار بود در تاریخ ۱۵ اکتبر از تلویزیون پخش شود اما به خاطر مسائل مربوط به ارگان سازنده، این سریال یک هفته بعد یعنی در تاریخ ۲۲ اکتبر ۲۰۱۸ از شبکه ان‌اچ‌کی منتشر شد و تا ۲۱ ژانویه ۲۰۱۹ پخش آن ادامه داشت.